# Severo Aparicio Quispe
Severo Aparicio Quispe OdeM (* 8. Oktober 1923 in San Pedro de Lloc; † 6. Mai 2013 in Cusco) war ein peruanischer römisch-katholischer Theologe und Kirchenhistoriker sowie Weihbischof in Cuzco.

## Leben
Severo Aparicio Quispe trat nach Schulbesuch in Sicuani und Cuzco der Ordensgemeinschaft der Mercedarier bei. Er studierte ab 1940 Theologie und Pädagogik an der Päpstlichen Katholischen Universität von Chile und schloss mit einem Diplom in Theologie sowie Gymnasiallehramt für Sprachen ab. Er empfing am 22. September 1951 die Priesterweihe. An der Päpstlichen Universität Gregoriana in Rom absolvierte er ein Doktoratsstudium der Kirchengeschichte.
Severo Aparicio lehrte am Colegio San Pedro Nolasco de Santiago de Chile und war Fellow an der Library of Congress in Washington, D.C. Er war Provinzial seines Ordens in Cuzco und lehrte an der Universidad Nacional de San Antonio Abad del Cusco. Nach einer Tätigkeit für seinen Orden in Rom wurde er Professor für Kirchengeschichte an der Facultad de Teología Pontificia y Civil de Lima. Von 1977 bis 1978 war er stellvertretender Generalsekretär der peruanischen Bischofskonferenz.
Papst Johannes Paul II. ernannte ihn am 11. Dezember 1978 zum Weihbischof in Cuzco und Titularbischof von Vegesela in Numidia. Der Erzbischof von Lima Juan Kardinal Landázuri Ricketts OFM weihte ihn am 4. März des nächsten Jahres zum Bischof; Mitkonsekratoren waren Luis Vallejos Santoni, Erzbischof von Cuzco, und Lorenzo León Alvarado OdeM, Bischof von Huacho.
1986 war er Gründungsdirektor des peruanischen Instituts für Kirchengeschichte (Instituto Peruano de Historia Eclesiástica), das 1996 erhoben wurde zur peruanischen Akademie der Kirchengeschichte (Academia Peruana de Historia Eclesiástica) und Herausgeber der Akademiezeitschrift Revista Peruana de Historia Eclesiástica.
Am 10. April 1999 nahm Papst Johannes Paul II. seinen altersbedingten Rücktritt an.

## Auszeichnungen und Ehrungen
- Medalla de Oro de Santo Toribio de Mogrovejo (2002)
- Korrespondierendes Mitglied der peruanischen Academia Nacional de la Historia
- Medalla de oro der Stadt Cuzco
- Mitglied des Instituto Americano de Arte de la Ciudad Imperial
- Berater der Päpstlichen Kommission für die Kulturgüter der Kirche
- Ehrendoktorwürde der Nationalen Universität San Antonio Abad in Cusco (2009)[3]

## Schriften
- El Influjo de Trento en los Concilios Limenses. Madrid 1972.
- Los mercedarios en los concilios limenses, 1973
- Los mercedarios de América y la redención de cautivos. Siglos XVI-XIX. In: Analecta Mercedaria, Jg. 1 (1982).
- Valores humanos y religiosos del Inca Garcilaso de la Vega. 1989.
- Colegio San Pedro Nolasco de Lima (1664–1825). In: Analecta Mercedaria, Jg. 9 (1990).
- La evangelización del Perú en los siglos XVI y XVII. In: Actas del Primer Congreso Peruano de Historia Eclesiástica. Arequipa 1990, S. 51–63.
- Los Vicarios Generales de la Merced en el Virreinato del Perú. In: Analecta Mercedaria, Jg. 11 (1992).
- Las Órdenes Religiosas en la evangelización del Perú (Siglo XVI). In: Juan Luis Cipriani Thorne (Hrsg.): Simposio sobre la evangelización de Huamanga en los siglos XVI, XVII y XVIII. Erzbistum Ayacucho, Ayacucho 1992, S. 97–108.
- Los mercedarios en la evangelización del Perú (siglos XVI-XVIII). In: Analecta Mercedaria, Jg. 13 (1994).
- Los Mercedarios en la Universidad de San Marcos de Lima. Talleres de Servicio Copias Gráficas, Lima 1999.
- El clero y la rebelión de Túpac Amaru (= Colección Pachatusan, Bd. 1). Amauta, Cusco 2000.
- La Orden de la Merced en el Perú. Estudos históricos. Provincia Mercedaria del Perú, Lima 2001 (zwei Bände).
- Archivos mercedarios del Perú. In: Revista peruana de historia eclesiastica, Bd. 7 (2001). S. 155–182.
- Siete obispos cuzqueños de la colonia (= Colección Pachatusan, Bd. 2). Amauta, Cusco 2002.
- José Pérez Armendáriz, obispo del Cuzco y precursor de la independencia del Peru (= Colección Pachatusan, Bd. 3). Amauta, Cusco 2002.
- Siervo de Dios P. Francisco Salamanca (= Colección Pachatusan, Bd. 4). Amauta, Cusco 2006.
- El arzobispo Goyoneche ante las dificultades de la iglesia del Perú. Ediwari, Cusco 2006.
- Destellos de la Merced en el Perú. Wari, Lima 2008.